# 普卡魯阿環礁
普卡魯阿環礁（Pukarua，亦作Apucarua、Pukaruha、Pouka-Rouha、Puka-Ruka、Serle）是南太平洋法屬波利尼西亞的環礁，屬於土阿莫土群島的一部分，位於雷奧環礁西北48公里，由雷奥市镇管辖，長17公里、寬4.5公里，土地面積7平方公里，潟湖面積23平方公里，2007年人口207。

## 外部連結
- （页面存档备份，存于）
- History （页面存档备份，存于） & James Wilson （页面存档备份，存于）
- Atoll names （页面存档备份，存于）
- Pukarua Airport （页面存档备份，存于）
- Airfield lengthened （页面存档备份，存于）
- Atoll list (in French)

18°19′S 137°01′W / 18.317°S 137.017°W